# 台北市營巴士

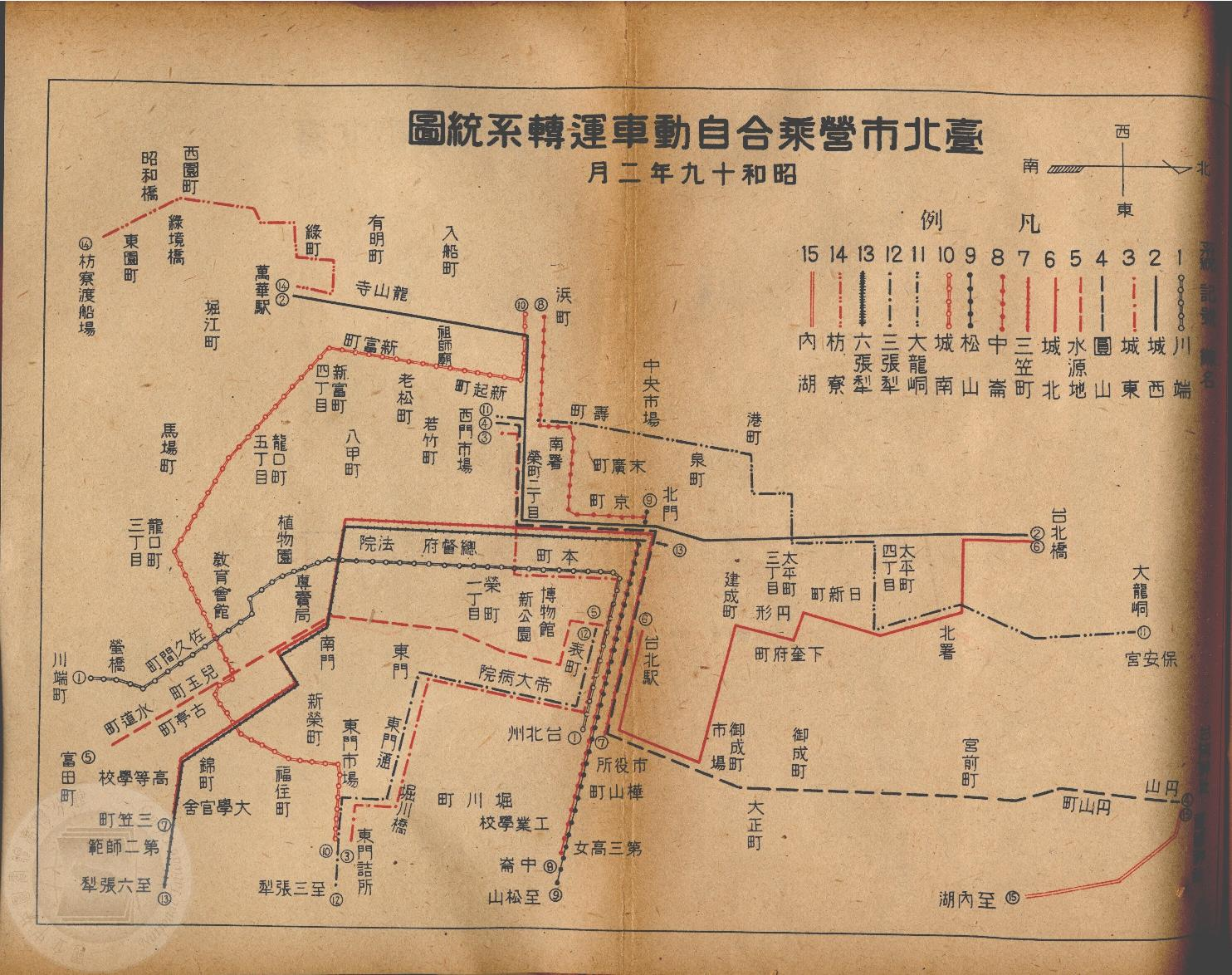
台北市營巴士昭和19年（1944年）2月路線圖

台北市營巴士（日语：台北市營バス），是台灣日治時代的台北市營公共汽車，今日臺北市市區公車的前身之一。台北市營巴士是一般通稱，正式名稱是台北市營乘合自動車。

## 簡介
昭和3年（1928年）台北市尹田端幸三郎提出的台北市電車敷設計畫，在反對聲浪下中止。昭和4年（1929年）新任的市尹增田秀吉為改善台北市交通，在昭和5年（1930年）藉收購民營的「台北自動車株式會社」，設立台北市營巴士，由台北市役所台北市自動車課負責管理。設立當時僅有車輛35台，營業路線共9線，總長48公里。3個月後，車輛增至65輛。昭和16年（1941年）已有14線，路線總長96公里。由於第二次世界大戰的爆發，資源短缺，終戰時最後只剩4輛能夠使用。戰後，歷經台北市公車處接收，現今的後身為民營化的大都會客運。

## 經營範圍
- 台北市：全域
- 七星郡：

## 票劵
車票種類有單程、來回、回數劵，單程劵又分大人、兒童、軍人劵。昭和15年（1940年）的單程票價：
- 大人：8錢均一
- 兒童：5錢均一
- 軍人：5錢均一

## 路線一覽
台北市營巴士的路線曾多次變更，停留所也多次增設、廢止，以下是昭和18年（1943年）2月當時的巴士路線，但不包含週日、假日、賽馬等臨時運轉的路線。
| 系統番號 | 線名     | 起點     | 主要經過地                                                                     | 終點       |
| -------- | -------- | -------- | ------------------------------------------------------------------------------ | ---------- |
| 1        | 中央線   | 川端町   | 螢橋、佐久間町、榮町一、台北驛、建成町                                         | 北署前     |
| 2        | 城西線   | 台北橋   | 太平町、北門、榮町二、西門市場                                                 | 萬華驛     |
| 3        | 城東イ線 | 壽小學校 | 西門市場、博物館前、大學病院、東門大通、堀川                                   | 東門詰所   |
| 3        | 城東ロ線 | 西門市場 | 同城東イ線                                                                     | 三張犁     |
| 4        | 圓山イ線 | 圓山町   | 宮前町、御成町、台北驛、榮町二、南門、千歲町                                   | 三笠町     |
| 4        | 圓山ロ線 | 圓山町   | 同圓山イ線                                                                     | 六張犁     |
| 5        | 水源地線 | 富田町   | 古亭町、兒玉町、大學病院、台北驛、太平町                                       | 台北橋     |
| 6        | 枋寮線   | 壽小學校 | 家政女學校、綠町、綠境橋、東園町                                               | 枋寮渡船場 |
| 7        | 板橋線   | 台北橋   | 太平町、港町、泉町、西門市場、有明町、綠境橋                                   | 昭和橋     |
| 8        | 樺山線   | 萬華驛   | 老松町、西門市場、南署、台北驛、樺山町                                         | 中崙       |
| 8        | 松山線   | 西門市場 | 南署、京町、北門、台北驛、中崙                                                 | 松山       |
| 9        | 大龍峒線 | 萬華驛   | 新富町、西門市場、泉町、太平町、北署                                           | 圓山       |
| 10       | 循環線   | 西門市場 | 榮町、本町、台北驛、市役所、堀川、東門市場、千歲町三、龍口町、新富町四、新起町 |            |
| 11       | 內湖線   | 圓山町   | 大直、北勢湖、山腳                                                             | 內湖       |

## 自動車課營業事務所、詰所、車庫
| 名稱           | 所在地                   |
| -------------- | ------------------------ |
| 台北市自動車課 | 台北市樺山町48番地       |
| 川端町詰所     | 台北市川端町112番地      |
| 萬華詰所       | 台北市新富町5丁目135番地 |
| 東門詰所       | 台北市大安十二甲350番地  |
| 西門詰所       | 台北市西門町1丁目1番地   |
| 台北橋詰所     | 台北市太平町6丁目20番地  |
| 富田町詰所     | 台北市富田町265番地      |
| 第三高女前詰所 | 台北市上埤頭108、109番地 |
| 宮ノ下詰所     | 台北市大宮町97之179番地  |
| 本課車庫       | 台北市樺山町48番地       |
| 第二師範前詰所 | 台北市下內埔96番地       |
| 濱町詰所       | 台北市濱町1丁目2番地     |
| 西門町車庫     | 台北市西門町1丁目1番地   |
| 萬華車庫       | 台北市綠町1丁目14番地    |
| 大學官舍前詰所 | 台北市大安龍安坡495番地  |
| 日新町詰所     | 台北市日新町             |